# Zabytki Kłodzka

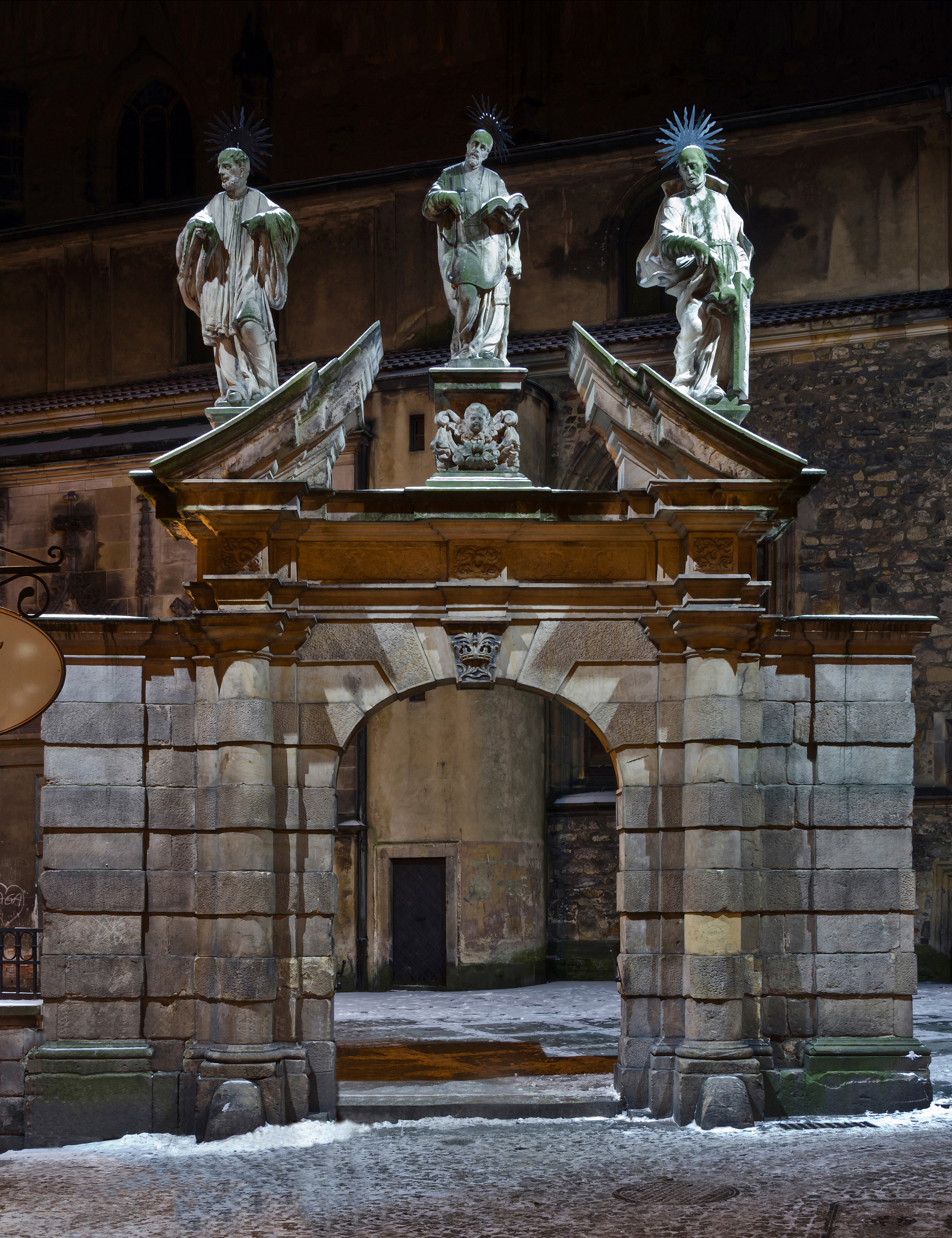
Brama z grupą rzeźbiarską w Kłodzku

Do wojewódzkiego rejestru zabytków Kłodzka wpisane są obiekty:
- ośrodek historyczny miasta Kłodzka
- most gotycki na Młynówce, z końca z XIV w., 1628 r., 1701 r., 1750 r.
- kościół par. pw. Wniebowzięcia NMP, pl. Kościelny, z połowy XIV w., XVI w., z drugiej połowy XVII w., XIX w.
  - Posąg św. Jana Nepomucena z około 1720 r.
- zespół klasztorny franciszkanów, pl. Grottgera:
  - kościół, obecnie par. pw. MB Różańcowej, z lat 1628–1631, 1711 r.
  - klasztor, z 1678 r., z lat 1723–1744
- kolegium jezuickie, obecnie szkoła, ul. Wojska Polskiego 11, z 1664 r., 1690 r.
- konwikt jezuicki, obecnie muzeum, ul. Łukasiewicza 4, z lat 1664–1695
  - ogród, z końca z XVII w., XX w.
- zespół klasztorny joannitów, obecnie franciszkanek, ul. Łukasińskiego 34-36:
  - Kościół św. Jerzego i św. Wojciecha, z 1475 r., z drugiej połowy XVII, 1770 r.
  - klasztor klarysek, z 1478 r., 1546 r., z drugiej połowy XVIII w.
- kolumna z figurą Matki Boskiej, z 1680 r.
- cmentarz żydowski, ul. Bohaterów Getta 18, z lat 1833–1962
- brama, pl. Kościelny, z drugiej połowy XVII w.
- mury obronne, z XIII-XV w.
- Twierdza Kłodzko, z drugiej połowy XVIII w., XIX w.
- Fort Owcza Góra, z lat 1745–1750, XIX w.
- zespół magazynów koszarowych, z lat 1748–1751
  - magazyn, ul. Łukasińskiego 26,
  - magazyn, ul. Łukasińskiego 28, z lat 1748–1751
  - magazyn, ul. Łukasińskiego 30, z lat 1748–1751
- ratusz, z XVI-XVIII w., 1890, i wieża
- podziemna trasa turystyczna (część podziemi XVIII w.)
- dom, ul. Armii Krajowej 1, z XVI w., XIX w. oraz portal
- dom, ul. Armii Krajowej 2, z końca XIX w.
- dom, ul. Armii Krajowej 5, z końca XIX w.
- dom, ul. Armii Krajowej 6, z XVII-XIX w.
- dom, ul. Armii Krajowej 11, z XVIII w.
- dom, ul. Armii Krajowej 29, z XVIII w., 1908 r.
- dom, ul. Armii Krajowej 31, z drugiej połowy XVIII w.
- dom, ul. Armii Krajowej 33, z XVIII w., XIX w.
- dom, ul. Bohaterów Getta 3, z 1885 r.
- dom, pl. Bolesława Chrobrego 4, z końca XIX w.
- dom, pl. Bolesława Chrobrego 5, z XVIII w., XIX w.
- oficyna, pl. Bolesława Chrobrego 5a, z XVI w., z końca XVIII w., z końca XIX w.
- kamienica z oficyną, pl. Bolesława Chrobrego 6, 6a, z XVI w., z końca XVIII w., XIX w.
- kamienica z oficyną, pl. Bolesława Chrobrego 7, 7a, z około 1600 r., XVIII w., 1891 r.
- dom, pl. Bolesława Chrobrego 8, 1865 r.
- oficyna, pl. Bolesława Chrobrego 8a (XVI), z końca XVIII w., XIX w.
- dom, pl. Bolesława Chrobrego 9, z drugiej połowy XVIII w., XIX w.
- kamienica z oficyną, pl. Bolesława Chrobrego 12, 12 a, z XVI w., 1800 r., po 1870 r.
- kamienica z oficyną, pl. Bolesława Chrobrego 11, 11 a, z XVI w., z pierwszej połowy XVIII w., z trzeciej ćw. XIX w.
- dom, pl. Bolesława Chrobrego 13, z XVIII w., 1900 r.
- kamienica, pl. Bolesława Chrobrego 14, 14 a, z XVI w., z końca XVIII w., po 1870 r.
- dom, pl. Bolesława Chrobrego 15
- dom handlowy, pl. Bolesława Chrobrego 19, z XVI w., 1909 r.
- dom, pl. Bolesława Chrobrego 32, z XVIII w., 1945 r.
- dom, pl. Bolesława Chrobrego 34, z XVIII w., 1800, XIX w.
- dom, pl. Bolesława Chrobrego 35, z drugiej połowy XVII w., XIX w.
- dom, pl. Bolesława Chrobrego 36, z XVIII w., z drugiej połowy XIX w.
- domy, ul. Czeska 3, 5, 7
- dom, ul. Czeska 30, z 1720 r.
- dom, ul. Czeska 32, z XVI w., 1870 r.
- dom, ul. Czeska 34, z końca XIX w.
- dom, ul. Czeska 36, z XVI w., XIX w.
- dom, ul. Czeska 38, z końca XVII w., XIX w.
- dom, ul. Czeska 40, z XVI w., XVIII w., XIX w.
- łaźnia miejska, ul. Floriana Szarego 4, z 1906 r.
- dom, ul. Gierymskich 6, z XVIII w., z końca XIX w.
- dom, ul. Gierymskich 8, z początku XVII w., pocz. XX w.
- dom, ul. Gierymskich 10/10a, z XVIII w., poł. XIX w.
- dom, ul. Gierymskich 12/12a, z XVIII w., pocz. XIX w.
- dom, ul. Gierymskich 14, z XVIII w., 1900 r.
- dom z oficyną (restauracja „Wilcza Jama”), ul. Grottgera 5 / Gierymskich 1, z drugiej połowy XVIII w., 1925 r.
- dom, ul. Grunwaldzka 4–6, z 1900 r.
- poczta, pl. Jagiełły 2, z 1870 r.
- dom, pl. Jagiełły 3, z końca XIX w.
- dom, pl. Jagiełły 4, z końca XIX w.
- dom, ul. Kościelna 1, z XV w., XIX-XX w.
- dom, ul. Kościelna 3, z 1576 r., z drugiej połowy XIX w.
- dom, ul. Kościelna 4, z XVII w., XIX w.
- dom, ul. Kościelna 5, z XVIII w.
- dom, ul. Kościelna 6, z XVIII w., z drugiej połowy XIX w.
- kamienica, ul. Lutycka 11, z 1910 r.
- dom, ul. Łukasiewicza 2, z XVIII w.
- dom, ul. Matejki 3, poł. Z XVIII w.
- dom „Pod Rakiem”, ul. Matejki 5, z połowy XVIII w.
- dom, ul. Matejki 7, z XVIII w., XIX w.
- dom, ul. Matejki 9, z drugiej połowy XIX w.
- dom, ul. Matejki 11, z 1739 r., XIX w.
- dom, ul. Okrzei 20, z 1902 r.
- dom, ul. Wodna 1
- dom, ul. Wodna 10, z XVI w., 1910 r.
- dom, ul. Wojska Polskiego 1, z XVIII w., XIX w.
- dom, ul. Wojska Polskiego 16, z trzeciej ćwierci XIX w.
- browar  w Kłodzku, obecnie budynek mieszkalno-usługowy, ul. Czeska 21, z lat 1869–1870
- browar, ul. Stryjeńskiej 2, z 1760–XX w.
- budynek fortecznego ujęcia wody, obecnie mieszkalny, ul. Stryjeńskiej 15, z końca XV w., w końcu XVIII w., 1900 r.
- grobowiec rodziny Ernst, ul. Walecznych
- młyn wodny z turbinownią i częścią mieszkalną, ul. Daszyńskiego 18
- willa, ul. Chopina 1

Kłodzko Zagórze
- mauzoleum księcia Jana ziębickiego – kaplica z lat 1904–1905, upamiętniająca śmierć księcia Jana ziębickiego w bitwie pod Starym Wielisławiem[a][2]
- zespół młyna wodnego, ul. Wielisławska 10, z XVIII w.-XIX w.
  - młyn, drewniany
  - piekarnia, obecnie dom
  - dom młynarza
  - brama wjazdowa

Kłodzko Jurandów
- zespół szpitalny, ul. Szpitalna 1–3, z 1870 r., 1910 r.
  - kaplica, obecnie kościół parafialny
  - budynek główny
  - budynek oddziału wewnętrznego
  - budynek chorób płuc
  - budynek neurologii
  - budynek administracyjny

inne
- Browary w Kłodzku
- Szpital Miejski przy ul. Niskiej w Kłodzku